# Гидростатический парадокс
Гидростати́ческий парадо́кс или парадокс Паскаля — явление, при котором сила весового давления налитой в сосуд жидкости на дно сосуда может отличаться от веса налитой жидкости. В сосудах с увеличивающимся кверху поперечным сечением сила давления на дно сосуда меньше веса жидкости, в сосудах с уменьшающимся кверху поперечным сечением сила давления на дно сосуда больше веса жидкости. Сила давления жидкости на дно сосуда равна весу жидкости лишь для сосуда цилиндрической формы. Математическое объяснение парадоксу было дано Симоном Стевином в 1612 году.

## Причины
Причина гидростатического парадокса состоит в том, что по закону Паскаля жидкость давит не только на дно, но и на стенки сосуда.
Если стенки сосуда вертикальные, то силы давления жидкости на его стенки направлены горизонтально и не имеют вертикальной составляющей. Сила давления жидкости на дно сосуда в этом случае равна весу жидкости в сосуде. Если же сосуд имеет наклонные стенки, давление жидкости на них имеет вертикальную составляющую. В расширяющемся кверху сосуде она направлена вниз, в сужающемся кверху сосуде она направлена вверх. Вес жидкости в сосуде равен сумме вертикальных составляющих давления жидкости по всей внутренней площади сосуда, поэтому он и отличается от давления на дно.

## Опыт Паскаля
В 1648 году парадокс продемонстрировал Блез Паскаль. Он вставил в закрытую бочку, наполненную водой, узкую трубку и, поднявшись на балкон второго этажа, влил в эту трубку кружку воды. Из-за малого диаметра трубки вода в ней поднялась до большой высоты, и давление в бочке увеличилось настолько, что крепления бочки не выдержали, и она треснула.

## Гидростатический парадокс и закон Архимеда
Похожий кажущийся парадокс возникает при рассмотрении закона Архимеда. Согласно распространённой формулировке закона Архимеда, на погружённое в воду тело действует выталкивающая сила, равная весу воды, вытесненной этим телом. Из такой формулировки можно сделать неверное умозаключение, что тело не сможет плавать в сосуде, не содержащем достаточное количество воды для вытеснения.
Однако на практике тело может плавать в резервуаре с таким количеством воды, масса которой меньше массы плавающего тела. Это возможно в ситуации, когда резервуар лишь ненамного превышает размеры тела. Например, когда корабль стоит в тесном доке, он остаётся на плаву точно так же, как в открытом океане, хотя масса воды между кораблём и стенками дока может быть меньше, чем масса корабля.
Объяснение парадокса заключается в том, что архимедова сила создаётся гидростатическим давлением, которое зависит не от веса воды, а только от высоты её столба. Как в гидростатическом парадоксе на дно сосуда действует сила весового давления воды, которая может быть больше веса самой воды в сосуде, так и в вышеописанной ситуации давление воды на днище корабля может создавать выталкивающую силу, превышающую вес этой воды.
Более корректной формулировкой закона Архимеда является следующая: на погружённое в воду тело действует выталкивающая сила, эквивалентная весу воды в погружённом объёме тела.